# کلیسای کوئدلیندبورگ
کلیسای کوئدلیندبورگ (به آلمانی: Stift Quedlinburg) یک صومعه در کوئدلیندبورگ در محل امروزی شهر زاکسن-آنهالت، آلمان واقع شده‌است.
این کلیسا در سال ۹۳۶ میلادی به ابتکار سنت ماتیلدا بیوه پادشاه هاینریش فولر و برای یادبود او ساخته شد. برای قرن‌ها کلیسای کوئدلیندبورگ این خانه و راهبه اول آن دارای شخصیت و نفوذ بالایی بودند.
کلیسای کوئدلیندبورگ از املاک سلطنتی و یکی از تقریباً چهل کلیسای خودمختار امپراطوری مقدس روم بود. در سال ۳/۱۸۰۲ این اختیارات از این کلیسا گرفته شد.
امروزه اغلب ساختمان‌های به سبک رومی یک سایت میراث جهانی یونسکو هستند. این کلیسا که به استیفت‌اسکریچ سنت سرویشس معروف است در استفاده کلیسای انجیلی لوتر آلمان است.